# Wendy Fitzwilliam
Wendy Fitzwilliam (sinh ngày 10 tháng 4 năm 1972) là một hoa hậu của đất nước Trinidad và Tobago. Cô là Hoa hậu Hoàn vũ 1998.

## Đầu đời
Fitzwilliam có một chị gái. Cô lớn lên ở Jade Gardens Diamond Vale, Diego Martin, và theo học tại trường Diego Martin Girls R.C trước khi tham dự Tu viện St. Joseph ở Cảng Tây Ban Nha, cô cũng học Luật.

## Hoa hậu Hoàn vũ
Fitzwilliam làm người mẫu cho nhà thiết kế thời trang địa phương Meiling trong những năm đầu và tuổi thiếu niên. Cô đã giành được Hoa hậu Trinidad và Tobago. Ở tuổi 25, cô tham gia cuộc thi Hoa hậu Hoàn vũ 1998 được tổ chức tại Trung tâm Cảnh sát trưởng Stan ở Honolulu, Hawaii. Cô đã vượt qua các thử thách từ các thí sinh bán kết khác: Top 10 bán kết Anna Malova của Nga, Andrea Roche của Ireland, Kerishnie Naicker của Nam Phi, Lymaraina D'Souza của Ấn Độ, và Michella Marchi của Brazil, Top 5 thí sinh lọt vào vòng chung kết Silvia Ortiz của Colombia và Shawnae Jebbia của Mỹ, Á hậu 2 Joyce Giraud của Puerto Rico và Á hậu 1 Veruska Ramírez của Venezuela.
Khí chất vương giả và phần trình diễn trang phục dạ hội hoàn hảo của Fitzwilliam đã giúp cô nhận được sự ưu ái của ban giám khảo và khiến cô trở thành người được yêu thích nhất để giành lấy vương miện đêm đó. Tuy nhiên, khi 3 người cuối cùng được công bố, phần trả lời cuối cùng đã khiến mọi người hồi hộp, vì có một sự bế tắc giữa cô và Ramirez của Venezuela, người đã giành chiến thắng trong phần thi áo tắm với số điểm cao nhất chưa từng thấy vào thời điểm đó. Bởi vì có tám thành viên trong ban giám khảo và không có cách nào để phá vỡ sự ràng buộc cuối cùng, quyết định hứa hẹn sẽ là một khó khăn.
Cuối cùng, Fitzwilliam đã thắng thế và trở thành thí sinh đầu tiên trong lịch sử chiến thắng khi mặc bikini trong phần thi áo tắm, đồng thời cũng từ chối danh hiệu đó của Ramírez. Chiến thắng của cô đến 21 năm sau khi một người Trinidadian khác, Janelle Com Ủy viên, người cũng là Hoa hậu Hoàn vũ đầu tiên của di sản châu Phi, lần đầu tiên giành được vương miện cho đất nước của cô vào năm 1977. Do đó, Fitzwilliam là chủ sở hữu quyền sở hữu thứ hai từ Trinidad và Tobago và là di sản thứ ba của châu Phi, sau Commissong và Chelsi Smith hai chủng tộc của Hoa Kỳ.
Trong thời gian trị vì của mình, bà đã được Liên hợp quốc vinh danh và trao tặng danh hiệu UNAIDS và Đại sứ thiện chí của UNFPA vì những công việc của bà trong lĩnh vực giáo dục và nâng cao nhận thức về HIV / AIDS.
Sự cống hiến của cô cho sự nghiệp HIV / AIDS cũng dẫn cô đến việc thành lập Tổ chức Hoa dâm bụt (THF) ở Trinidad và Tobago vào ngày 6 tháng 9 năm 1998. Tổ chức này được thành lập để nâng cao nhận thức về AIDS ở Trinidad và Tobago, đồng thời hỗ trợ về tài chính và mặt khác cho nhà trẻ em ở Trinidad.
Cô ấy là người phát ngôn quốc tế của Clear Essence Skin Care và đã xuất hiện trên truyền hình một số lần đáng chú ý khi tổ chức các phân đoạn của "Wild On..." cho E! Entertainment Televisión và Miss Universe Special cho cùng một mạng.
Cô đã xuất hiện trên "Live with Regis and Kathy Lee", "The Magic Hour", "Polially Incorrect", "The O'Reilly Factor", "Talk Back Live" của CNN, Trinidad and Tobago Carnival "cho BET," The Johnny Cockran Show "trên Court TV, Soca Monarch Finals cho CNMG với Danny Glover và Chris Tucker, trong số những người khác.

## Sau Hoa hậu Hoàn vũ
Sau khi trị vì, cô đã thu âm một bản demo nhạc jazz và tiếp tục con đường học vấn của mình. Năm 2000, cô được nhận vào quán bar.
Fitzwilliam cũng đã đóng vai trò giám khảo và đăng cai cho nhiều cuộc thi quốc tế và khu vực, chẳng hạn như Hoa hậu Guyana, Hoa hậu Trinidad và Tobago, và Hoa hậu Hoàn vũ.
Bà từng là Phó chủ tịch phụ trách xúc tiến đầu tư của Công ty TNHH Phát triển Doanh nghiệp và Công nghệ đang phát triển (E TecK), một công ty nhà nước ở Trinidad và Tobago. Cô cũng gắn bó với dự án Người giám hộ của Trinidad trong Giáo dục: Tạo sự khác biệt, một loạt các chuyến tham quan trường học động lực có sự tham gia của cựu vận động viên chạy nước rút Vô địch thế giới Ato Boldon và vận động viên đua xe đạp Michael Phillips, nhằm thúc đẩy sự phát triển đa dạng của đất nước.
Cô được bổ nhiệm làm Đại sứ Thanh niên Chữ thập đỏ vùng Caribe.
Wendy cũng được nhắc đến trong "Nhà vô địch" DJ Bravo Song năm 2016, đã đạt được vị thế nổi tiếng sau chiến thắng của đội cricket Tây Ấn trong giải đấu ICC World Twenty20 2016.
Cô là một trong những giám khảo của cuộc thi truyền hình thực tế Caribbean's Next Top Model.

## Cuộc sống cá nhân
Fitzwilliam sinh con trai của cô, Ailan Andrew Panton vào tháng 6 năm 2006. Cô ly thân với cha của anh, David Panton, vào năm 2008. Cô hiện đang sống ở quê hương Trinidad và Tobago cùng con trai.